# Le Naufrage des relations
Le Naufrage des relations (The Wreck of the Relationship) est le deuxième épisode de la vingt-sixième saison de la série télévisée Les Simpson et le 554e épisode de la série. Il est sorti en première sur le réseau Fox le 5 octobre 2014.

## Synopsis
Préoccupé par l'irrespect de Bart qui conteste tout le temps son autorité, Homer décide de faire preuve de plus de fermeté à son égard. Un soir, au dîner, les choses s'enveniment lorsque Bart refuse de manger le brocolis qui lui est servi. Homer décide que son fils ne sortira pas de table tant qu'il n'aura pas fini son repas. Alors que chacun campe sur ses positions, Marge ne voit qu'une solution pour mettre fin au conflit et les inscrit à une croisière spéciale ayant pour but d'aplanir les différends entre pères et fils.
Contre toute attente, Bart prend rapidement goût à la vie de marin alors que son père ne l'apprécie guère. Leur relation se dégrade davantage quand le chef de croisière décide de promouvoir Bart au poste de capitaine. Furieux, Homer refuse de lui obéir, mais une violente tempête provoque un retournement de situation inattendu...
Alors que son mari et son fils sont en mer, Marge se charge de coacher l'équipe en ligne de football d'Homer.

## Réception
Lors de sa première diffusion l'épisode a attiré 4,27 millions de téléspectateurs.